# تايلورية حميرية
تايلورية حميرية (الاسم العلمي: Taylorella asinigenitalis) هي نوع من البكتيريا، سلبية الغرام، تتبع جنس التايلوريات.